# فرانسيس هوغن
فرانسيس هوغن هي عالمة بيانات ومهندسة برمجيات أمريكية ومديرة أنتاج. كشفت عشرات الآلاف من وثائق الفيسبوك الداخلية لهيئة الأوراق المالية والبورصة وول ستريت جورنال في عام 2021.

## النشأة والتعليم
ولدت هوغن وترعرعت في مدينة آيوا ، مقاطعة أيوا، حيث التحقت بمدرسة أيوا سيتي ويست الثانوية. كان والدها طبيبًا، وأصبحت والدتها كاهنة أسقفية بعد مسيرة مهنية أكاديمية.
درست هوغن علوم الكمبيوتر والهندسة الكهربائية في الفصل الاساسي في كلية فرانكلين دبليو أولين للهندسة  وتخرجت في عام 2006. حصلت لاحقًا على درجة الماجستير في إدارة الأعمال من كلية هارفارد للأعمال في عام 2011.

## المسار الوظيفي
بعد تخرجها من الكلية، تم تعيين هوغن من قبل شركة غوغل، وعملت في إعلانات غوغل، ومحرك بحث غوغل للكتب، وتسوية دعوى قضائية جماعية تتعلق بنشر محتوى كتب غوغل، بالإضافة إلى عملها في غوغل بلص. خلال عملها في شركة غوغل، شاركت فرانسيس في تأليف براءة اختراع لطريقة تستعمل في تعديل ترتيب نتائج البحث. خلال مسيرتها المهنية في غوغل، أكملت درجة الماجستير في إدارة الأعمال، والتي تم دفع مصاريفها من قبل شركة غوغل. قالت إنها كانت أحد مؤسسي تطبيق المواعدة على سيكرت ايجنت كيوبيد، وهو النسخة الاصلية لتطبيق المواعدة على الهاتف المحمول هينج.
في عام 2015 ، بدأت العمل كمديرة منتج البيانات في موقع يلب. شمل عملها تحسين البحث باستخدام برامج التعرف على الصور. وبعد عام انتقلت إلى بنترست. في عام 2018 ، عندما عينتها شركة فيسبوك، أعربت فرانسيس عن اهتمامها بدورها المتعلق بالمعلومات المضللة في منصة فيسبوك، وفي عام 2019 ، أصبحت مديرة منتج في قسم النزاهة المدنية على فيسبوك. أثناء وجودها في فيسبوك، قررت أنه من المهم أن تبلغ وتفضح المخالفات التي تحدث في فيسبوك، خصوصا انه لا يوجد استجابة صحيحة لادارة فيسبوك للمخالفات التي تجري في الشركة، وتركت منصبها في فيسبوك في مايو 2021. في ربيع عام 2021، اتصلت بجون تاي، مؤسس شركة المحاماة غير الربحية وسلبولر ايد، للحصول على المساعدة، ووافق تاي على تمثيلها قانونيا والمساعدة في حماية عدم الكشف عن هويتها. في أواخر صيف عام 2021، بدأت في الاجتماع مع أعضاء الكونغرس الأمريكي، بما في ذلك السناتور ريتشارد بلومنتال والسيناتور مارشا بلاكبيرن.

### الكشف عن النزاهة المدنية على فيسبوك
بدءًا من سبتمبر 2021 ، نشرت صحيفة وول ستريت جورنال مقال بعنوان ملفات فيسبوك حيث اعتمد المقال على «مراجعة وثائق فيسبوك الداخلية، بما في ذلك التقارير البحثية ومناقشات الموظفين عبر الإنترنت الداخلي بالشبكة ومسودات العروض التقديمية للإدارة العليا». التحقيق عبارة عن سلسلة متعددة الأجزاء، مع تسعة تقارير بما في ذلك اعفاء المستخدمين البارزين لفيسبوك من قوانين النشر، وتأثيرات تطبيقات فيسبوك على الشباب، وتأثيرات تغييرات خوارزمية 2018 على نشر محتوى الكراهية والعنف، والضعف في الاستجابة للحسابات التي تعتمد على التطبيق في الاتجار بالبشر والمخدرات، والمعلومات المضللة عن اللقاحات. حيث جمعت هوغن الوثائق التي تدعم هذه التقارير الاستقصائية.
كشفت هوغن عن هويتها كمبلغ عن مخالفات فيسبوك عندما ظهرت في برنامج 60 دقيقة في 3 أكتوبر 2021. خلال المقابلة، ناقشت هوغن برنامج فيسبوك المعروف باسم النزاهة المدنية ، والذي كان يهدف إلى كبح التضليل في المعلومات والتهديدات الأخرى لأمن الانتخابات. تم الغاء هذا البرنامج بعد انتخابات 2020 ، حيث قالت هوغن «أشعر حقًا وكأنها خيانة للديمقراطية بالنسبة لي»،  حيث اعتقدت أيضا ان الغاء برنامج النزاهة المدنية ساهم في هجوم الكابيتول بالولايات المتحدة عام 2021. صرحت هوغن أيضًا، «ان الشيء الذي رأيته في فيسبوك مرارًا وتكرارًا كان هناك تضارب في المصالح بين ما هو جيد للجمهور والصالح العام، وما هو جيد لفيسبوك. وفيسبوك، مرارًا وتكرارًا، اختار مصالحه الخاصة، مثل كسب المزيد من المال.» 

### تأثير
تم تقديم ما لا يقل عن ثماني شكاوى إلى لجنة الأوراق المالية والبورصات الامريكية من قبل محامو هوغن،  تشمل الموضوعات التي أوردتها صحيفة وول ستريت جورنال بما في ذلك كيفية تعامل فيسبوك مع المعلومات السياسية المضللة، وخطاب الكراهية، والصحة العقلية للمراهقين، والاتجار بالبشر، والترويج للعنف العرقي، والمعاملة التفضيلية الخاصة لبعض المستخدمين، واتصالاتها مع المستثمرين. في إحدى شكاوى المبلغين عن المخالفات من هيئة الأوراق المالية والبورصات، زعمت هوغن أن فيسبوك ضلل المستثمرين. قامت هوغن أيضًا بمشاركة الوثائق مع أعضاء الكونجرس الأمريكي ومكاتب المدعين العامين، ولكن ليس مع لجنة التجارة الفيدرالية.
انخفضت القيمة السوقية لفيسبوك بمقدار ستة مليارات دولار في غضون 24 ساعة من مقابلة هوغن لبرنامج 60 دقيقة في 3 أكتوبر 2021، وبعد انقطاع فيسبوك في 4 أكتوبر 2021. استنادًا إلى الوثائق المسربة، اقترح كيفين روز، الذي كتب لصحيفة نيويورك تايمز ، أن فيسبوك قد يكون أضعف مما يبدو.
في 5 أكتوبر 2021، أدلت هوغن بشهادتها أمام اللجنة الفرعية التابعة للجنة التجارة في مجلس الشيوخ الأمريكي والمعنية بحماية المستهلك وسلامة المنتجات وأمن البيانات. نُشرت نسخة مكتوبة من بيانها الافتتاحي أمام اللجنة الفرعية لمجلس الشيوخ الأمريكي في 4 أكتوبر 2021. خلال جلسة الاستماع في 5 أكتوبر / تشرين الأول، أشارت هوغن إلى أنها على اتصال بلجنة أخرى في الكونجرس الأمريكي حول قضايا تتعلق بالتجسس والمعلومات المضللة. قالت هوغن أيضًا إن سبب عدم مشاركتها الوثائق مع لجنة التجارة الفيدرالية هو أنها تعتقد أن أنظمة فيسبوك «ستستمر في كونها خطرة حتى لو تم تفكيكها». بعد جلسة الاستماع، قال السناتور ريتشارد بلومنثال، رئيس اللجنة الفرعية للتجارة، إن هوغن «تريد إصلاح فيسبوك، وليس حرقه تماما».
ومن المقرر أن تدلي هوغن بشهادتها أمام برلمان المملكة المتحدة.